# 24 Ore di Le Mans 2020
La 24 Ore di Le Mans 2020 è stata l'88ª maratona automobilistica che ha avuto luogo sul Circuit de la Sarthe, organizzata dall'A.C.O. (Automobile Club de l'Ouest), ed è stata la penultima gara del FIA World Endurance Championship 2019-2020. La gara si sarebbe dovuta svolgere il 13 e 14 giugno, ma, a causa della pandemia di coronavirus, la FIA e l'ACO hanno dovuto posticiparla al 19 e 20 settembre con qualche modifica nel programma per le norme decretate dalla federazione per diminuire il rischio di contagio nel paddock.

## Format
Il format di gara in parte è stato modificato a causa della pandemia di covid, con la giornata di test in pista e la sessione autografi cancellati mentre il tradizionale Scrutineering che si doveva svolgere in città, sarà svolto in pista per dimezzare il pubblico presente facendo svolgere la gara in totale sicurezza.
| Data                    | Ora locale (CEST)                               | Evento                                                            |
| ----------------------- | ----------------------------------------------- | ----------------------------------------------------------------- |
| Mercoledì, 16 settembre | 08:00-18:00                                     | Verifiche tecniche e amministrative (Scrutineering)               |
| Giovedì, 17 settembre   | 10:00-13:00 14:00-17:00 17:15-18:00 20:00-00:00 | Prove libere Prove libere Qualifica 1 Prove libere                |
| Venerdì, 18 settembre   | 10:00-11:00 11:30-12:00                         | Prove libere Qualifica 2 (Hyperpole)                              |
| Sabato, 19 settembre    | 10:15-11:00 14:30                               | Warm-up Partenza della edizione numero 88 della 24 Ore di Le Mans |
| Domenica, 20 settembre  | 14:30                                           | Conclusione della edizione numero 88 della 24 Ore di Le Mans      |

## Iscritti
Come ogni anno la FIA e ACO annunciano in diretta live televisiva gli equipaggi ammessi alla 24 Ore di Le Mans circa 127 giorni prima della gara; nell'entry list sono confermati gli equipaggi del mondiale endurance mentre le wildcard per le categorie endurance cadette possono solo essere ammessi ben pochi equipaggi per tutte le categorie: LMP1, LMP2, LMGTE PRO, LMGTE AM insieme a 2 wildcard LMP3 proveniente dalla European Le Mans Series e dalla Asian Le Mans Series che correranno con un'auto LMP2.

### Ammissioni automatiche
Gli equipaggi che sono ammessi automaticamente alla 24 Ore di Le Mans sono:
| Motivo invitato                                                | LMP1                        | LMP2                    | LMGTE Pro             | LMGTE Am       |
| -------------------------------------------------------------- | --------------------------- | ----------------------- | --------------------- | -------------- |
| 1° nella 24 Ore di Le Mans 2019                                | Toyota Gazoo Racing         | Signatech Alpine Matmut | AF Corse              | Team Project 1 |
| 1° nella European Le Mans Series 2019 (LMP2 e LMGTE)           |                             | IDEC Sport              | Luzich Racing         | Luzich Racing  |
| 2° nella European Le Mans Series (LMP2 e LMGTE)                | G-Drive Racing              | Dempsey-Proton Racing   | Dempsey-Proton Racing |                |
| 1° nella European Le Mans Series (LMP3)                        | EuroInternational           |                         |                       |                |
| Iscrizioni generali Campionato IMSA WeatherTech Sportscar 2019 | Cameron Cassels             | Richard Heistand        |                       |                |
| 1° nella Asian Le Mans Series (LMP2 e GT)                      | G-Drive Racing with Algarve | HubAuto Corsa           | HubAuto Corsa         |                |
| 1° nella Asian Le Mans Series (LMP2 Am)                        | Rick Ware Racing            |                         |                       |                |
| 1° nella Asian Le Mans Series (LMP3)                           | Nielsen Racing              | – o –                   | Nielsen Racing        |                |
| 1° nella Michelin Le Mans Cup (GT3)                            |                             |                         | Kessel Racing         |                |

### Partecipanti
| No. | Squadra             | Auto                  | Pneumatici | Pilota 1          | Pilota 2        | Pilota 3         |
| --- | ------------------- | --------------------- | ---------- | ----------------- | --------------- | ---------------- |
| 1   | Rebellion Racing    | Rebellion R13-Gibson  | M          | Gustavo Menezes   | Norman Nato     | Bruno Senna      |
| 3   | Rebellion Racing    | Rebellion R13-Gibson  | M          | Nathanaël Berthon | Louis Delétraz  | Romain Dumas     |
| 4   | Bykolles Racing     | ENSO CLM P1/01-Gibson | M          | Tom Dillmann      | Bruno Spengler  | Oliver Webb      |
| 7   | Toyota Gazoo Racing | Toyota TS050 Hybrid   | M          | Mike Conway       | Kamui Kobayashi | José María López |
| 8   | Toyota Gazoo Racing | Toyota TS050 Hybrid   | M          | Sébastien Buemi   | Brendon Hartley | Kazuki Nakajima  |

| No. | Squadra                   | Auto                  | Pneumatici | Pilota 1               | Pilota 2            | Pilota 3               |
| --- | ------------------------- | --------------------- | ---------- | ---------------------- | ------------------- | ---------------------- |
| 11  | Eurointernational         | Ligier JS P217-Gibson | M          | Adrien Tambay          | Érik Maris          | Cristophe D'Ansenbourg |
| 16  | G-Drive Racing by Algarve | Oreca 07-Gibson       | G          | Ryan Cullen            | Oliver Jarvis       | Nick Tandy             |
| 17  | IDEC Sport                | Oreca 07-Gibson       | M          | Jonathan Kennard       | Dwight Merriman     | Kyle Tilley            |
| 21  | DragonSpeed USA           | Oreca 07-Gibson       | M          | Timothé Buret          | Juan Pablo Montoya  | Memo Rojas             |
| 22  | United Autosports         | Oreca 07-Gibson       | M          | Filipe Albuquerque     | Philip Hanson       | Paul di Resta          |
| 24  | Nielsen Racing            | Oreca 07-Gibson       | M          | Anthony Wells          | Garret Grist        | Alex Kapadia           |
| 25  | Algarve Pro Racing        | Oreca 07-Gibson       | G          | John Falb              | Simon Trummer       | Matthew McMurry        |
| 26  | G-Drive Racing            | Aurus 01-Gibson       | M          | Roman Rusinov          | Jean-Éric Vergne    | Mikkel Jensen          |
| 27  | DragonSpeed USA           | Oreca 07-Gibson       | M          | Ben Hanley             | Henrik Hedman       | Renger van der Zande   |
| 28  | IDEC Sport                | Oreca 07-Gibson       | M          | Richard Bradley        | Paul-Loup Chatin    | Paul Lafargue          |
| 29  | Racing Team Nederland     | Oreca 07-Gibson       | M          | Frits van Eerd         | Giedo van der Garde | Nyck de Vries          |
| 30  | Duqueine Team             | Oreca 07-Gibson       | M          | Tristan Gommendy       | Jonathan Hirschi    | Konstantin Tereščenko  |
| 31  | Panis Racing              | Oreca 07-Gibson       | G          | Julien Canal           | Nico Jamin          | Matthieu Vaxivière     |
| 32  | United Autosports         | Oreca 07-Gibson       | M          | Alex Brundle           | Will Owen           | Job van Uitert         |
| 33  | High Class Racing         | Oreca 07-Gibson       | M          | Anders Fjordbach       | Mark Patterson      | Kenta Yamashita        |
| 34  | Inter Europol Competition | Ligier JS P217-Gibson | M          | René Binder            | Jakub Śmiechowski   | Matevos Isaakjan       |
| 35  | Eurasia Motorsport        | Ligier JS P217-Gibson | M          | Nicolas Foster         | Roberto Merhi       | Nobuya Yamanaka        |
| 36  | Signatech Alpine-Elf      | Alpine A470-Gibson    | M          | Thomas Laurent         | André Negrão        | Pierre Ragues          |
| 37  | Jackie Chan DC Racing     | Oreca 07-Gibson       | G          | Gabriel Aubry          | Will Stevens        | Ho-Pin Tung            |
| 38  | Jota Sport                | Oreca 07-Gibson       | G          | António Félix da Costa | Anthony Davidson    | Roberto González       |
| 39  | SO24-HAS by Graff         | Oreca 07-Gibson       | M          | James Allen            | Vincent Capillaire  | Charles Milesi         |
| 42  | Cool Racing               | Oreca 07-Gibson       | M          | Antonin Borga          | Alexander Coigny    | Nicolas Lapierre       |
| 47  | Cetilar Racing            | Dallara P217-Gibson   | M          | Andrea Belicchi        | Roberto Lacorte     | Giorgio Sernagiotto    |
| 50  | Richard Mille Racing Team | Alpine A470-Gibson    | M          | Tatiana Calderón       | Sophia Flörsch      | Beitske Visser         |

| No. | Squadra             | Auto                     | Pneumatici | Pilota 1            | Pilota 2              | Pilota 3            |
| --- | ------------------- | ------------------------ | ---------- | ------------------- | --------------------- | ------------------- |
| 51  | AF Corse            | Ferrari 488 GTE EVO 2020 | M          | James Calado        | Alessandro Pier Guidi | Daniel Serra        |
| 63  | Weathertech Racing  | Ferrari 488 GTE EVO 2020 | M          | Toni Vilander       | Cooper MacNeil        | Jeffrey Segal       |
| 71  | AF Corse            | Ferrari 488 GTE EVO 2020 | M          | Sam Bird            | Miguel Molina         | Davide Rigon        |
| 82  | Risi Competizione   | Ferrari 488 GTE EVO 2020 | M          | Sébastien Bourdais  | Jules Gounon          | Olivier Pla         |
| 91  | Porsche GT Team     | Porsche 911 RSR 19       | M          | Gianmaria Bruni     | Richard Lietz         | Frédéric Makowiecki |
| 92  | Porsche GT Team     | Porsche 911 RSR 19       | M          | Michael Christensen | Kévin Estre           | Laurens Vanthoor    |
| 95  | Aston Martin Racing | Aston Martin Vantage AMR | M          | Marco Sørensen      | Nicki Thiim           | Richard Westbrook   |
| 97  | Aston Martin Racing | Aston Martin Vantage AMR | M          | Alex Lynn           | Maxime Martin         | Harry Tincknell     |

| No. | Squadra               | Auto                     | Pneumatici | Pilota 1              | Pilota 2             | Pilota 3                  |
| --- | --------------------- | ------------------------ | ---------- | --------------------- | -------------------- | ------------------------- |
| 52  | AF Corse              | Ferrari 488 GTE EVO 2020 | M          | Steffan Görig         | Cristoph Ulrich      | Alexander West            |
| 54  | AF Corse              | Ferrari 488 GTE EVO 2020 | M          | Francesco Castellacci | Giancarlo Fisichella | Thomas Flohr              |
| 55  | Spirit of Race        | Ferrari 488 GTE EVO 2020 | M          | Duncan Cameron        | Matt Griffin         | Aaron Scott               |
| 56  | Team Project 1        | Porsche 911 RSR          | M          | Matteo Cairoli        | Egidio Perfetti      | Larry Ten Voorde          |
| 57  | Team Project 1        | Porsche 911 RSR          | M          | Jeroen Bleekemolen    | Felipe Fraga         | Ben Keating               |
| 60  | Iron Lynx             | Ferrari 488 GTE EVO 2020 | M          | Sergio Pianezzola     | Paolo Ruberti        | Claudio Schiavoni         |
| 61  | Luzich Racing         | Ferrari 488 GTE EVO 2020 | M          | Francesco Piovanetti  | Oswaldo Negri        | Côme Ledogar              |
| 62  | Red River Sport       | Ferrari 488 GTE EVO 2020 | M          | Bonamy Grimes         | Charles Hollings     | Johnny Mowlem             |
| 66  | JMW Motorsport        | Ferrari 488 GTE EVO 2020 | M          | Richard Heistand      | Jan Magnussen        | Maxwell Root              |
| 70  | MR Racing             | Ferrari 488 GTE EVO 2020 | M          | Vincent Abril         | Kei Cozzolino        | Takeshi Kimura            |
| 72  | HubAuto Corsa         | Ferrari 488 GTE EVO 2020 | M          | Morris Chen           | Marcos Gomes         | Tom Blomqvist             |
| 75  | Iron Lynx             | Ferrari 488 GTE EVO 2020 | M          | Andrea Piccini        | Matteo Cressoni      | Rino Mastronardi          |
| 77  | Dempsey-Proton Racing | Porsche 911 RSR          | M          | Matt Campbell         | Riccardo Pera        | Christian Ried            |
| 78  | Proton Racing         | Porsche 911 RSR          | M          | Max van Splunteren    | Michele Beretta      | Horst Felbermayr          |
| 83  | AF Corse              | Ferrari 488 GTE EVO 2020 | M          | Emmanuel Collard      | Nicklas Nielsen      | François Perrodo          |
| 85  | Iron Lynx             | Ferrari 488 GTE EVO 2020 | M          | Rahel Frey            | Michelle Gatting     | Manuela Gostner           |
| 86  | Gulf Racing           | Porsche 911 RSR          | M          | Michael Wainwright    | Benjamin Barker      | Andrew Watson             |
| 88  | Dempsey-Proton Racing | Porsche 911 RSR          | M          | Thomas Preining       | Dominique Bastienne  | Adrien de Leener          |
| 89  | Team Project 1        | Porsche 911 RSR          | M          | Steve Brooks          | Andreas Laskaratos   | Benoit Fretin             |
| 90  | TF Sport              | Aston Martin Vantage AMR | M          | Jonatham Adam         | Charlie Eastwood     | Salih Yoluç               |
| 99  | Dempsey-Proton Racing | Porsche 911 RSR          | M          | Lucas Legeret         | Julien Piguet        | Vutthikorn Inthraphuvasak |
| 98  | Aston Martin Racing   | Aston Martin Vantage AMR | M          | Paul Dalla Lana       | Ross Gunn            | Augusto Farfus            |

## Ritiri da Le Mans
A causa della pandemia di coronavirus sono stati diversi i team costretti a ritirare la propria iscrizione alla maratona francese. Tra questi da segnalare l'assenza del Team LNT che avrebbe dovuto schierare due Ginetta G60-LT-P1 in classe LMP1, mentre in classe GTE PRO mancheranno le due Corvette C8.R ufficiali e le due Porsche gestite dal CORE Autosport che solitamente si aggiungono alle altre due regolarmente iscritte al WEC.

## Risultati delle Qualifiche
| No. | Squadra               | Categoria | Auto                         | Tempo    |
| --- | --------------------- | --------- | ---------------------------- | -------- |
| 7   | Toyota Gazoo Racing   | LMP1      | Toyota TS050 Hybrid          | 3:17.089 |
| 29  | Racing Team Nederland | LMP2      | Oreca 07-Gibson              | 3:26.648 |
| 95  | Aston Martin Racing   | LMGTE Pro | Aston Martin Vantage AMR GTE | 3:50.872 |
| 90  | TF Sport              | LMGTE Am  | Ferrari 488 GTE EVO 2020     | 3:52.961 |

| No. | Squadra             | Categoria | Auto                     | Tempo    |
| --- | ------------------- | --------- | ------------------------ | -------- |
| 7   | Toyota Gazoo Racing | LMP1      | Toyota TS050 Hybrid      | 3:15.267 |
| 22  | United Autosports   | LMP2      | Oreca 07-Gibson          | 3:24.528 |
| 91  | PORSCHE GT TEAM     | LMGTE Pro | Porsche 911 RSR-19       | 3:50.874 |
| 61  | LUZICH RACING       | LMGTE Am  | Ferrari 488 GTE EVO 2020 | 3:51.266 |

## Risultati di gara
Di seguito l'ordine di arrivo:
| Pos. | No. | Classe  | Team                      | Auto                     | Giri |
| ---- | --- | ------- | ------------------------- | ------------------------ | ---- |
| 1    | 8   | LMP1    | Toyota Gazoo Racing       | Toyota TS050 Hybrid      | 387  |
| 2    | 1   | LMP1    | Rebellion Racing          | Rebellion R13-Gibson     | 382  |
| 3    | 7   | LMP1    | Toyota Gazoo Racing       | Toyota TS050 Hybrid      | 381  |
| 4    | 3   | LMP1    | Rebellion Racing          | Rebellion R13-Gibson     | 381  |
| 5    | 22  | LMP2    | United Autosport          | Oreca 07-Gibson          | 370  |
| 6    | 38  | LMP2    | Jota                      | Oreca 07-Gibson          | 370  |
| 7    | 31  | LMP2    | Panis Racing              | Oreca 07-Gibson          | 368  |
| 8    | 36  | LMP2    | Signatech Alpine ELF      | Alpine A470-Gibson       | 367  |
| 9    | 26  | LMP2    | G-Drive Racing            | Aurus 01-Gibson          | 367  |
| 10   | 28  | LMP2    | IDEC Sport                | Oreca 07-Gibson          | 366  |
| 11   | 42  | LMP2    | Cool Racing               | Oreca 07-Gibson          | 366  |
| 12   | 25  | LMP2    | Algarve Pro RAcing        | Oreca 07-Gibson          | 365  |
| 13   | 50  | LMP2    | Richard Mille RAcing Team | Oreca 07-Gibson          | 364  |
| 14   | 47  | LMP2    | Cetilar Racing            | Dallara P217-Gibson      | 363  |
| 15   | 17  | LMP2    | IDEC Sport                | Oreca 07-Gibson          | 363  |
| 16   | 27  | LMP2    | Dragonspeed USA           | Oreca 07-Gibson          | 361  |
| 17   | 32  | LMP2    | United AUtosport          | Oreca 07-Gibson          | 359  |
| 18   | 35  | LMP2    | Eurasia Motorsport        | Ligier JSP217-Gibson     | 351  |
| 19   | 29  | LMP2    | Racing Team Nederland     | Oreca 07-Gibson          | 349  |
| 20   | 97  | GTE-Pro | Aston Martin Racing       | Aston Martin Vantage AMR | 346  |
| 21   | 51  | GTE-Pro | AF Corse                  | Ferrari 488 GTE Evo      | 346  |
| 22   | 95  | GTE-Pro | Aston Martin Racing       | Aston Martin Vantage AMR | 343  |
| 23   | 82  | GTE-Pro | Risi Competizione         | Ferrari 488 GTE Evo      | 339  |
| 24   | 90  | GTE-Am  | TF Sport                  | Aston Martin Vantage AMR | 339  |
| 25   | 77  | GTE-Am  | Dempsey-Proton Racing     | Porsche 911 RSR          | 339  |
| 26   | 83  | GTE-Am  | AF Corse                  | Ferrari 488 GTE Evo      | 339  |
| 27   | 56  | GTE-Am  | Team Project 1            | Porsche 911 RSR          | 339  |
| 28   | 24  | LMP2    | Nielsen Racing            | Oreca 07-Gibson          | 338  |
| 29   | 86  | GTE-Am  | Gulf RAcing               | Porsche 911 RSR          | 337  |
| 30   | 66  | GTE-Am  | JMW Motorsport            | Ferrari 488 GTE Evo      | 335  |
| 31   | 91  | GTE-Pro | Porsche GT Team           | Porsche 911 RSR          | 335  |
| 32   | 61  | GTE-Am  | Luzich Racing             | Ferrari 488 GTE Evo      | 335  |
| 33   | 98  | GTE-Am  | Aston Martin Racing       | Aston Martin Vantage AMR | 333  |
| 34   | 85  | GTE-Am  | Iron Lynx                 | Ferrari 488 GTE Evo      | 332  |
| 35   | 92  | GTE-Pro | Porsche GT Team           | Porsche 911 RSR          | 331  |
| 36   | 99  | GTE-Am  | Dempsey-Proton Racing     | Porsche 911 RSR          | 331  |
| 37   | 60  | GTE-Am  | Iron Lynx                 | Ferrari 488 GTE Evo      | 331  |
| 38   | 78  | GTE-Am  | Proton Competition        | Porsche 911 RSR          | 330  |
| 39   | 54  | GTE-Am  | AF Corse                  | Ferrari 488 GTE Evo      | 330  |
| 40   | 57  | GTE-Am  | Team Project 1            | Porsche 911 RSR          | 326  |
| 41   | 34  | LMP2    | Inter Europol Competition | Ligier JSP217-Gibson     | 325  |
| 42   | 62  | GTE-Am  | Red River Sport           | Ferrari 488 GTE Evo      | 325  |
| 43   | 89  | GTE-Am  | Team Project 1            | Porsche 911 RSR          | 313  |
| 44   | 39  | LMP2    | SO24-HAS by GRAFF         | Oreca 07-Gibson          | 357  |
| 45   | 71  | GTE-Pro | AF Corse                  | Ferrari 488 GTE Evo      | 340  |
| 46   | 72  | GTE-Am  | HUB Auto Racing           | Ferrari 488 GTE Evo      | 273  |
| 47   | 88  | GTE-Am  | Dempsey Proton Racing     | Porsche 911 RSR          | 238  |
| 48   | 75  | GTE-Am  | Iron Lynx                 | Ferrari 488 GTE Evo      | 211  |
| 49   | 21  | LMP2    | Dragonspeed USA           | Oreca 07-Gibson          | 192  |
| 50   | 63  | GTE-Pro | Weathertech Racing        | Ferrari 488 GTE Evo      | 185  |
| 51   | 70  | GTE-Am  | MR Racing                 | Ferrari 488 GTE Evo      | 172  |
| 52   | 16  | LMP2    | G-Drive Racing by Algarve | Aurus 01-Gibson          | 105  |
| 53   | 30  | LMP2    | Duquein Team              | Oreca 07-Gibson          | 100  |
| 54   | 4   | LMP1    | Bykolles Racing Team      | ENSO CLM P1/01-Gibson    | 97   |
| 55   | 33  | LMP2    | High Class Racing         | Oreca 07-Gibson          | 88   |
| 56   | 52  | GTE-Am  | AF Corse                  | Ferrari 488 GTE Evo      | 80   |
| 57   | 55  | GTE-Am  | Spirit of Race            | Ferrari 488 GTE Evo      | 78   |
| 58   | 11  | LMP2    | Eurointernational         | Ligier JSP217-Gibson     | 26   |
| 59   | 37  | LMP2    | Jackie Chan DC Racing     | Oreca 07-Gibson          | 141  |

Le auto dalla quarantanovesima posizione in poi sono ufficialmente ritirate, mentre la vettura numero 37 è stata squalificata.